# Musaranya de Fernando Po
La musaranya de Fernando Po (Crocidura poensis) és una espècie de la família de les musaranyes (Soricidae). que viu al Camerun, Costa d'Ivori, Guinea Equatorial, Ghana, Guinea, Libèria, Nigèria, São Tomé i Príncipe i Sierra Leone. Està localment amenaçada en alguns indrets per la pèrdua i degradació del seu hàbitat.